# August Fick
Friedrich Conrad August Fick, född 5 maj 1833 i Petershagen vid Minden, död 24 mars 1916 i Breslau (eller Hildesheim), var en tysk filolog.
Fick var 1887-91 ordinarie professor i jämförande språkforskning vid universitetet i Breslau. Han författade bland annat Die griechischen Personennamen (1874; andra upplagan 1894), Die ehemalige Spracheinheit der Indogermanen Europas (1875), Wörterbuch der indogermanischen Grundsprache (1868), ny upplaga under titeln Vergleichendes Wörterbuch der indogermanischen Sprachen (1870; tredje upplagan 1874–75; av fjärde upplagan utgavs I och II 1891 och 1894). Han uppställde en teori, att de homeriska dikternas ursprungliga språkform varit eolisk, men fick ej denna åsikt antagen.